# Illorsuit (Kujalleq)
Illorsuit (Igdlorssuit prima della riforma ortografica del 1973) è un villaggio della Groenlandia di 5 abitanti (gennaio 2005). Si trova a 60°47'N 45°41'O; appartiene al comune di Kujalleq.